# Schlafmenge
Der Begriff Schlafmenge bezeichnet ein quantitatives Maß für den täglichen (Nacht-)Schlaf einer Person. Sie errechnet sich dabei als Produkt aus Dauer und Tiefe des Schlafes.
Die Tiefe des Schlafes ist nur mit großem apparativen Aufwand darstellbar. Davon ausgehend, dass sie altersentsprechend „normal“ und ungestört ist, wird auch die Dauer des Schlafes als wesentlicher Anhalt für die Schlafmenge angesehen.